# 免疫手術

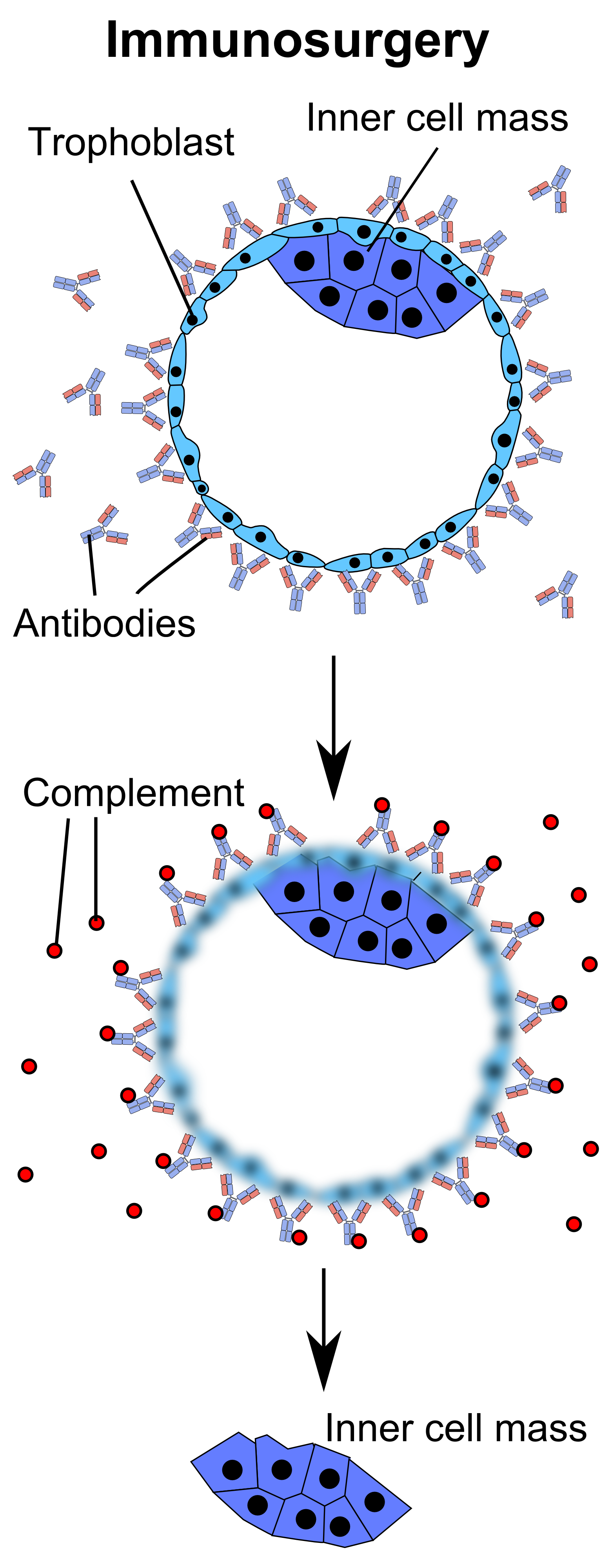
對囊胚進行的免疫手術。加入的抗體會與外層的滋養層細胞結合。隨後，移除未與細胞結合的抗體，並加入補體，使滋養層細胞裂解，以取得內細胞群中的細胞（胚胎幹細胞）

免疫手術（Immunosurgery）是一種移除一個物體外層細胞的方法。在免疫手術中，材料先放置於能與特定抗原（外層細胞）結合的抗體溶液中，之後，除去未結合的抗體，再加入補體，可誘發細胞溶解，破壞外層細胞。而內層細胞因爲沒有對應的抗原，補體無法在這些細胞表面形成膜攻擊複合物（MAC），因而細胞也不會被破壞。免疫手術基礎被用於分離小鼠以及人的囊胚內細胞群（ICM）細胞。體外培養內細胞群細胞即可取得對生命科學研究有重要價值的胚胎幹細胞